# Velika nagrada São Paula
Velika nagrada São Paula (portugalsko Grande Prêmio de São Paulo) je dirka svetovnega prvenstva Formule 1, ki poteka na dirkališču Autódromo José Carlos Pace v brazilskem mestu São Paulo od sezone 2021.

## Zgodovina
Dirkališče Autódromo José Carlos Pace, ki leži v soseski Interlagos ter je bolj znano pod tem imenom, je dolga leta gostilo dirko svetovnega prvenstva Formule 1 za Veliko nagrado Brazilije. Ta je na njem prvič potekala v sezoni 1973, nakar se je, z izjemo sezone 1978, redno odvijala do sezone 1980. Drugo obdobje rednega prirejanja dirke za Veliko nagrado Brazilije v Interlagosu je bilo med sezonama 1990 in 2019.
Leta 2019 je bilo sporočeno, da je načrtovana premestitev dirke za Veliko nagrado Brazilije na novo dirkališče v Riu de Janeiru od sezone 2021. Gradnja dirkališča je bila deležna kritik, saj je imela potekati na lokaciji, kjer je bilo treba poseči del gozda. V začetku leta 2021 je bilo sporočeno, da bo gradnja novega dirkališča v Riu de Janeiru odložena, dokler ne bo najdena lokacija zunaj gozdnega območja.
V prvotnem koledarju dirk svetovnega prvenstva Formule 1 za sezono 2020 je bila dirka za Veliko nagrado Brazilije, ki je imela tega leta zadnjič potekati v Interlagosu, na sporedu 15. novembra, a je na koncu ni bilo, saj so pri Formuli 1 po izbruhu pandemije koronavirusa odpovedali vse načrtovane dirke na obeh ameriških celinah.
Po objavi koledarja dirk svetovnega prvenstva Formule 1 za sezono 2021 je bilo sporočeno, da je bila podpisana nova pogodba z organizatorjem dirke v Interlagosu, ki je veljavna do sezone 2025. Hkrati je bila dirka uradno preimenovana v Veliko nagrado São Paula. Pod tem imenom se je prvič odvijala 14. novembra 2021, ko je zmagal Lewis Hamilton iz moštva Mercedes.
Na drugi dirki za Veliko nagrado São Paula, ki je potekala 13. novembra 2022 kot predzadnja dirka sezone 2022, je Mercedesov dirkač George Russell dosegel svojo prvo zmago v Formuli 1 in hkrati prvo zmago svojega moštva v sezoni, drugo mesto pa je osvojil Hamilton.

## Zmagovalci
| Leto | Dirkač         | Moštvo                     | Dirkališče | Poročilo |
| ---- | -------------- | -------------------------- | ---------- | -------- |
| 2024 | Max Verstappen | Red Bull Racing-Honda RBPT | Interlagos | Poročilo |
| 2023 | Max Verstappen | Red Bull Racing-Honda RBPT | Interlagos | Poročilo |
| 2022 | George Russell | Mercedes                   | Interlagos | Poročilo |
| 2021 | Lewis Hamilton | Mercedes                   | Interlagos | Poročilo |